# Unterzahl
Mit Unterzahl wird in vielen Mannschaftssportarten die zahlenmäßige Unterlegenheit an Spielern einer Mannschaft beschrieben. Dabei gibt es grundsätzlich zwei Konstellationen, die entweder spielbedingt oder durch Sanktionen im Regelwerk entstehen.
Synonym wird von Überzahl gesprochen, wobei dies immer eine Sache der Perspektive ist, wenn eine Mannschaft in Unterzahl spielt, hat automatisch die andere Mannschaft Überzahl.

## Spielbedingte Unterzahl
Beim Zusammenwirken verschiedener Sportler in einer Mannschaft kann mangelnde Defensivearbeit dazu führen, dass eine Mannschaft in einer Spielsituation in Unterzahl gegenüber der anderen Mannschaft steht, also z. B. kommt ein Mitspieler bei der Defensivarbeit nicht oder nicht schnell genug nach hinten, so muss seine Mannschaft mit einem Spieler weniger, also in Unterzahl, verteidigen und ist damit personell schwächer aufgestellt. 

## Sanktionsbedingte Unterzahl
In vielen Mannschaftssportarten können gegen einzelne Spieler zeitlich befristete oder für das ganze Spiel betragende Strafen ausgesprochen werden. So gibt es z. B. im Eishockey oder beim Handball Zeitstrafen oder beim Fußball durch rote Karten den Ausschluss für die verbleibende Spielzeit. Dadurch entsteht für einen Zeitraum oder die verbleibende Spielzeit immer ein Missverhältnis der Spieler in beiden Mannschaften. Diese Konstellation führt zu verschiedenen taktischen Möglichkeiten je nach Sportart.

## Sportarten
Folgende nicht abschließende Aufstellung von Sportarten zeigt die Besonderheiten beim Unterzahlspiel:

### Basketball
Bei spielbedingten Konstellationen beim Basketball wird die Überzahl durch den sog. Fast break schnell ausgespielt. Im Basketball sind zwar Sanktionen möglich, dass nur eine Mannschaft mit vier oder weniger Spielern spielen darf. Dies kommt aber in der Spielpraxis sehr selten vor.

### Eishockey
Da beim Eishockey relativ häufig Zeitstrafen verhängt werden, wird taktisch darauf reagiert. Eine bekannte Methode ist das Powerplay, das durch das Boxplay verhindert werden soll.

### Fußball
Beim Fußballspiel kennt man eine Unterzahl besonders bei Situationen wie schnellen Kontern, bei denen die eine Mannschaft die andere überrennt. Auch bei Feldverweisen oder wenn ein Spieler verletzt ist und die Mannschaft das Auswechselkontingent bereits erschöpft hat, tritt die Unterzahl ein. Aufgrund der Feldgröße und der hohen Anzahl von Spielern kann eine Mannschaft mit genug Geschick, Kampfkraft und Einsatz dies ganz gut verkraften. Beim Fußball gibt es gegenüber anderen Sportarten hervorzuheben, dass auch Mannschaften weiterhin in Unterzahl immer noch die Möglichkeit haben, zu siegen oder zumindest ein Unentschieden zu erreichen.

### Handball
Beim Handball hat sich gezeigt, dass die angreifende Mannschaft in Unterzahl bei Ballverlust durch den Tempogegenstoß in arge Bedrängnis kommen kann.

### Wasserball
Beim Wasserball ist eine Unterzahl oder entsprechend eine Überzahl des Gegners die größte Gefahr, ein Tor zu kassieren, weil es beim Wasserball auf jeden Verteidiger ankommt. Deshalb gibt es auch besondere Unterzahlaufstellungen, um das Torrisiko möglichst klein zu halten.